# Milieu interstellaire
Pour les articles homonymes, voir ISM.

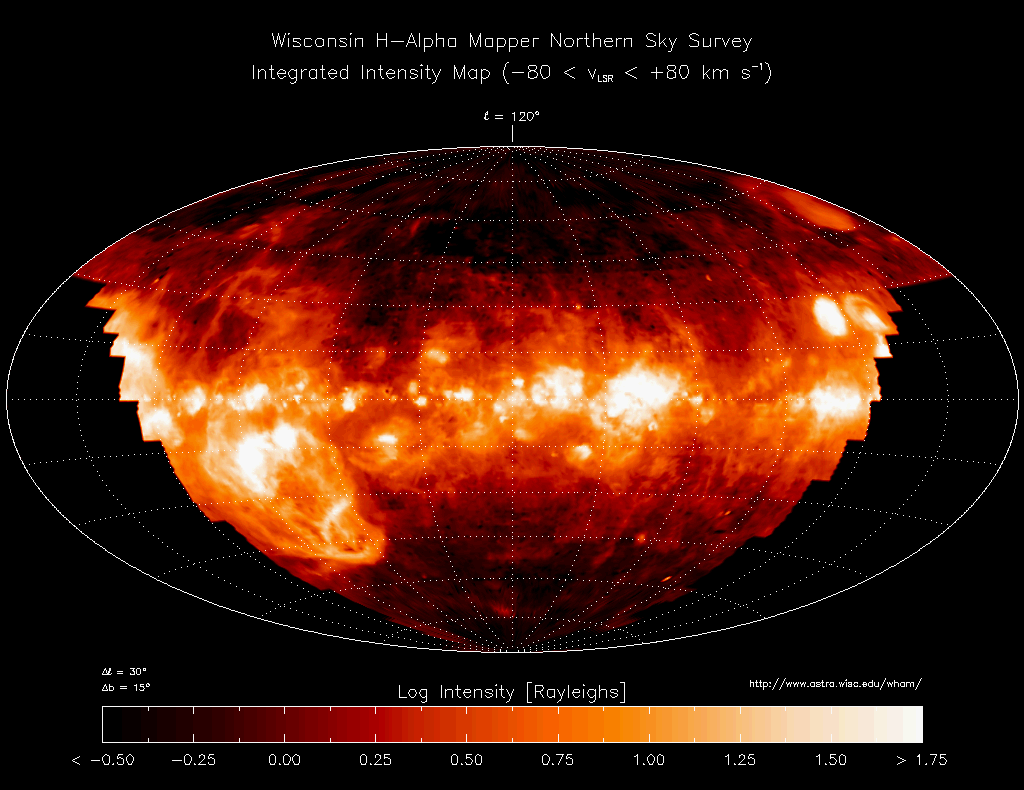
La répartition d'hydrogène ionisé dans des régions du milieu interstellaire, vue depuis l'hémisphère nord de la Terre.

En astronomie, le milieu interstellaire (en anglais, interstellar medium ou ISM) est la matière qui, dans une galaxie, remplit l'espace entre les étoiles et se fond dans le milieu intergalactique environnant. Il est un mélange de gaz (ionisés, atomiques et moléculaires), de rayons cosmiques et de poussières. L'énergie qui occupe le même volume, sous forme de rayonnement électromagnétique, correspond au champ de rayonnement interstellaire.
Les étoiles se forment au sein des régions les plus denses du milieu (les nuages moléculaires) et approvisionnent le milieu en matière et en énergie au moyen de nébuleuses planétaires, vents solaires, supernova et leur extinction finale. Cette interaction entre les étoiles et le milieu interstellaire lui-même aide à définir la vitesse à laquelle une galaxie épuise sa réserve gazeuse, et donc sa durée de formation d'étoiles.
Le milieu interstellaire occupe une position importante dans l'astrophysique entre les échelles stellaires et galactiques. Ces régions (et les processus qui s'y produisent) doivent être étudiées à l'aide de télescopes infrarouges (par exemple l'IRAS) puisqu'elles n'émettent pas de lumière visible.
La frontière entre l'astrosphère d'une étoile (en particulier, pour le Soleil l'héliosphère) et le milieu interstellaire avoisinant se nomme l'astropause (en particulier, l'héliopause).

## Composition et phases
Le milieu interstellaire se compose de plusieurs phases, selon l'état de la matière (soit ionique, atomique ou moléculaire), sa température (millions de kelvins, milliers de kelvins ou dizaines de kelvins) et sa densité. Ce modèle en trois phases a été développé par Chris McKee et Jerry Ostriker dans un article publié en 1977 et a servi de base aux études menées pendant les 25 années qui ont suivi. Les proportions relatives de ces phases sont encore matière à discussion dans les cercles scientifiques. Le modèle précédemment accepté comportait deux phases.
Les pressions thermiques de ces phases sont à peu près en équilibre. Les champs magnétiques et les turbulences sont également des sources de pression dans le milieu, typiquement plus importantes au niveau dynamique que la pression thermique.
Pour toutes les phases, le milieu entre-étoiles est extrêmement ténu par rapport à l'atmosphère terrestre. Dans le premier on constate une densité caractéristique de l'ordre d'un atome d'hydrogène par cm3 alors que, sur Terre, la densité de l'air est typiquement de l'ordre de 2,7 × 1019 atomes par cm3. Dans les régions froides du milieu interstellaire, les nuages moléculaires ont une densité supérieur à 103 molécule par cm3. Dans les régions chaudes, plus diffuses, où la matière est principalement ionisée, la densité du milieu se situe entre 0.01 et 102 ions par cm3. La densité en hydrogène du milieu interstellaire aux limites du système solaire est de 0,127 ± 0,015 cm−3, d'après une mesure effectuée par la sonde New Horizons.
Par masse, 99 % du milieu interstellaire prend une forme de gaz, avec 1 % sous forme de poussière. Parmi ces gaz, 89 % d'atomes sont d'hydrogène, 9 % d'hélium et 2 % d'atomes d'éléments plus lourds (appelés métaux dans le langage astronomique) que ces deux. L'hydrogène et l'hélium sont des produits de la nucléosynthèse primordiale alors que les éléments plus lourds sont le résultat d'enrichissement lors de l'évolution des étoiles. Des molécules sont également observées dans les nuages (lat. nebulae) du milieu interstellaire, les plus abondantes étant H2 et CO. Ont également été observées OH, H2O, CN, CS, HCN, H2CO et des centaines d'autres (en particulier dans la nébuleuse d'Orion). Des molécules encore plus massives sont reportées : C60 (fullerène), des HAP, des acides aminés entre autres.
| Phase       |            | Densité (atome/cm3) | Température (K) | Masse totale dans la Voie lactée {\displaystyle M_{\odot }} |
| ----------- | ---------- | ------------------- | --------------- | ----------------------------------------------------------- |
| Atomique    | froid      | ≃ 25                | ≃ 100 K         | 1,5 × 109                                                   |
|             | chaud      | ≃ 0,25              | ≃ 8 000 K       | 1,5 × 109                                                   |
| Moléculaire |            | > 1 000             | < 100 K         | 109 ?                                                       |
| Ionisé      | Région HII | 1 – 104             | ≃ 10 000 K      | 5 × 107                                                     |
|             | Diffus     | ≃ 0,03              | ≃ 8 000 K       | 109                                                         |
|             | Chaud      | ≃ 6 × 10−3          | ≃ 500 000 K     | 108 ?                                                       |

Dans le milieu interstellaire, le gaz et les grains de poussière sont intimement mêlés. Un milieu interstellaire est présent dans toutes les galaxies spirales, spirales barrées et irrégulières. Il est quasiment inexistant dans les galaxies elliptiques et lenticulaires. La poussière interstellaire se présente sous la forme de grains extrêmement fins, dont la taille typique est de l'ordre d'une fraction de micromètre. La composition chimique des grains de poussière interstellaire est variée : on y trouve du graphite, des silicates, des carbonates, etc. Les poussières interstellaires (ex. : la phase solide) comptent pour environ 1 % de la masse totale de milieu interstellaire.
| Composant               | Densité (atome/cm3) | Température (K)         | État du gaz                             |
| ----------------------- | ------------------- | ----------------------- | --------------------------------------- |
| Nuage moléculaire       | 103 – 105           | 20 K à 50 K             | Molécules                               |
| Région HI               | 1-1 000             | 50 K à 150 K            | Hydrogène neutre. Autres atomes ionisés |
| Milieu entre les nuages | 0,01                | 1 000 K à 10 000 K      | Partiellement ionisé                    |
| Couronne galactique     | 10−4 – 10−3         | 100 000 K à 1 000 000 K | Hautement ionisé                        |

## Recherches
Les principaux sujets d'étude du milieu interstellaire sont : les nuages moléculaires, les nuages interstellaires, les régions HII, les rémanents de supernova, les nébuleuses planétaires, ainsi que d'autres structures diffuses.
Le milieu interstellaire demeure encore aujourd'hui un sujet de recherche complexe, tant au niveau de la physique que de la chimie qui s'y déroulent. De plus en plus, les études réalisées prennent en compte ces deux aspects pour tenter d'expliquer les abondances des éléments observées dans le milieu interstellaire.

### Avancées dans l'étude du milieu interstellaire
- 1848 : Lord Rosse étudie la nébuleuse M1 et la nomme « nébuleuse du Crabe ».
- 1864 : William Huggins étudie le spectre de la nébuleuse d'Orion et prouve que c'est un nuage de gaz.
- 1927 : Ira Bowen explique les raies spectrales non identifiées en tant que raies de transition interdites.
- 1930 : Robert Jules Trumpler découvre l'absorption par la poussière interstellaire en comparant la taille apparente et la luminosité d'amas globulaires.
- 1944 : Hendrik van de Hulst prédit l'existence de la raie hyperfine à 21 cm de l'hydrogène interstellaire neutre.
- 1951 : Harold Ewen et Edward Mills Purcell observent la raie hyperfine à 21 cm de l'hydrogène interstellaire neutre.
- 1956 : Lyman Spitzer prédit l'existence de gaz coronal autour de la Voie lactée.
- 1965 : James Gunn et Bruce Peterson utilisent l'observation de l'absorption relativement faible du composant bleu de la raie Lyman alpha de 3C 9 pour fortement contraindre la densité et l'état d'ionisation du milieu intergalactique.
- 1969 : Lewis Snyder, David Buhl, Ben Zuckerman et Patrick Palmer découvrent du formaldéhyde interstellaire.
- 1970 : Arno Penzias et Robert Wilson découvrent du monoxyde de carbone interstellaire.
- 1970 : George Carruthers observe de l'hydrogène moléculaire (dihydrogène) dans l'espace.
- 1977 : Christopher McKee et Jeremiah Ostriker proposent une théorie du milieu interstellaire composé de trois phases.
- 1976-1978 : Marie-Paul Bassez, aidée d'une petite équipe de la Monash University (Australie), est la première à avoir effectué une analyse du spectre rotationnel de la glycine (acide aminé) et l'avoir ainsi recherchée dans les nuages interstellaires de la Galaxie (1978).
- ~ 25 août 2012 : la sonde spatiale Voyager 1 sort de l'héliosphère, zone de prédominance du vent solaire, pour atteindre le milieu interstellaire.
- Février 2014 : la NASA annonce une base de données améliorée pour les hydrocarbures aromatiques polycycliques[13].